# 神学校 -Noli me tangere-
『神学校 -Noli me tangere-』(しんがっこう-ノリメタンゲレ-)は、PIL/SLASH制作著作の18禁ボーイズラブゲーム。

## 概要
2011年3月30日に発売された。シナリオ：草香祭。原画/キャラクターデザイン：なつみ開。
英国の神学校を舞台にした宗教色の強い作品であり、物語のテーマは『背徳』。副題の”Noli me tangere”とはラテン語で「私に触れるな」の意（新約聖書）。
キャッチフレーズは「冒涜・背徳…そして無垢な愛。聖と邪の相克が辿り着いた彼岸のラブストーリー」。
本作はボーイズラブゲームでありながら、同性愛が禁忌とされる舞台背景の元で物語が繰広げられる。シナリオでは恋愛等の人間模様の展開のみに留まらず、「神とは何か」「赦しとは何か」といった普遍的なテーマの提示にも及び、一度は神を捨てた主人公が信仰を取り戻すまでの過程と、それに伴う精細な心理が重厚に描き込まれている。天使や悪魔など、キリスト教にまつわるオカルトテイストの題材が取り入れられ、世界観の荘厳と不可思議を演出している。
2011年5月のSUPER COMIC CITY20では震災チャリティー商品『神学番長』が販売され、二日間の売上本数が666本であった。2012年2月、本編シナリオ後の物語と一部登場人物の過去の物語が収録されたファンディスク『神学校 The Gift』が発売。2013年3月22日には、原画担当のなつみ開によるコミカライズ版『神学校-Noli me tangere-』（全8話）単行本が上下巻でフロンティアワークスより発売。

## あらすじ
世界大戦の傷痕がようやく癒え始めた頃のイギリス。厳格な規律と伝統を誇る聖ヨハネ神学校に通う主人公のマイケル・レヴィは、父のような牧師になることを目指し四年生の監督生として日々を送っていたが、聖誕祭の夜に起こった悲劇が彼の日常を一変させる。 
クリスマス休暇で帰省したマイケルを待っていたのは、炎に飲み込まれゆく父と母と妹の屍だった。あまりの惨状に絶望する彼の目に、焼け落ちる寸前の壁に描かれた謎の模様が映る。やがてそれが学内に存在する秘密結社のマークであると知ったマイケルは、事件の真相を知るために学び舎へと戻ってくる。神への祈りと信仰を捨てたマイケルがたどり着く真実は…。

## 作中用語
聖ヨハネ神学校
英国の地方郊外にある男子全寮制の神学校。厳格な規律と質素を旨とする校風で知られる伝統校であり、卒業生には大主教をはじめとした多くの高位聖職者が名を列ねる名門である。学年は全6学年からなり、1-3年のジュニア生ならびに、4-6年のシニア生で構成される。校舎はかつて修道院であった歴史ある建物で、礼拝堂、図書館、食堂、寮などの施設が存在する。広大な敷地内には林や湖といった自然があり、外れには教区の人々の墓地、礼拝堂跡（通称：廃教会）等がある。
赤蛇の土
聖ヨハネ神学校に代々秘密裏に存在する、悪魔崇拝者（サタニスト）たちの秘密結社。「逆十字に絡みつく蛇」の印をシンボルマークとし、黒ミサを主な活動内容とする。結社内でルシフェルと呼ばれるリーダーによってメンバーが選出され、それぞれに悪魔の名を洗礼名として授けられる。メンバー同士の素性の詮索は掟で禁じられており、互いの素性が判らぬよう、集会時には法衣を着用しフードを被って口元を布で覆うほか、会話には声色を使い、互いを洗礼名で呼び合う。黒ミサの実態は、神を冒涜する行為や、降魔術の儀式を行うなど、一見して子供の悪ふざけの域を逸しないお遊びである。しかし、往々にして奇怪とも取れる事象を繰り出すルシフェルに対し、半信半疑でありながら、その異様な雰囲気に呑まれ畏怖するメンバーは少なくない。学内に結社の存在を知る者は極少ないが、代々の総監督生が結社を内密に調査しており、その情報を引き継ぐ総監督生は結社の存在を感知している。

## 登場人物

### 生徒
マイケル・レヴィ（Michael Levi）
声 - 東城直樹（二役）
本作の主人公。天使の日である9月29日に生まれたことから、大天使ミカエルに由来して名付けられた。癖のかかった金髪に琥珀色の瞳をした美少年で、親友のセシルと共に歩く姿が礼拝堂の絵に描かれた天使のようであるとして下級生らから憧れられている。正義感が強く負けず嫌いな気質で、誰にも臆することなく、たとえ相手が上級生であってもはっきりと物を言う。父を喜ばせたいがため努力をし、4年生になり晴れて学年監督生となった。明朗で信仰深く、父と同じ牧師を志し、祈りと学びに励む日々を過ごしてきたが、聖誕祭の事件で家族の死を目の当たりにしたことをきっかけに神を呪い、苛立ちも露に鬱屈する。事件の真相究明と共に犯人への復讐を誓い、事件現場で目にした謎の印を手がかりに秘密結社”赤蛇の土”へ入社する。結社における洗礼名は｢ミカエル｣。悪魔の名が付くメンバーたちの中で、唯一、天使の名を授けられた。
学年 - 4年生 / 身長 - 5フィート7インチ(172cm) / 出身地 - イングランド南部ロンドン近郊
誕生日 - 9月29日 / 好きな食べ物 - リコリス / 嫌いな食べ物 - 食べ物に文句を付けてはいけない。
特技 - フットボール / 趣味 - 釣り / 座右の銘 - 「汝の隣人を愛せよ」(事件前)
セシル・カワード（Cecil Coward）
声 - 空乃太陽
マイケルの親友であり寮のルームメイト。牧師を志す敬虔な神の信徒で、聖歌隊に所属する美しい声の持ち主。大人しく物腰は柔らかであるが、強靭な精神力を内に秘めた芯の強さをもつ。栗毛色のさらさらした髪に緑色の瞳をした中性的な容姿の少年で、その姿が礼拝堂の天使に似ているとして、密かに下級生らからマイケルと並ぶ人気がある。ジュニア生時代は、現在の風貌とは掛け離れて極度に痩せ細っていたことから”まっち棒”のあだ名がついていた。ドイツ人の父とユダヤ系の母の元、ナチス政権下のドイツに生まれ育った。暗い過去にまつわる秘密があり、家族や入学以前の出来事については頑なに黙して語ろうとしない。左手首には火傷の痕がある。マイケルを想う気持ちが非常に強く、事件後は常にマイケルの様子を案じている。
学年 - 4年生 / 身長 - 5フィート6インチ(168cm) / 出身地 - ドイツ
誕生日 - 2月12日 / 好きな食べ物 - 甘いもの / 嫌いな食べ物 - 好き嫌いをいうなんてとんでもない。
特技 - 歌 / 趣味 - 空を見ること / 右の銘 - 「右の頬を打たれたら左の頬を差し出せ」
ニール・ローウェル（Neil Lowell）
声 - スモール佐藤
噂の絶えない不良の最上級生。赤い髪に空色の瞳をしたラテン系の二枚目。校内で堂々と煙草を吹かし、無断で外出をしては酒場や夜遊びに繰り出す、厳格な神学校にあるまじき存在。数々の違反を犯しても不思議と放校処分にならずに学生生活を送っている。奔放かつ気さくな人柄で、ことあるごとに「ローウェル家の家訓」を持ち出す。明るく飄々としているが、過去には多くの不幸に見舞われており、家族を失ったマイケルを見過ごす事ができず、兄貴分のように何かと気にかけては世話を焼く。よく夜の図書館に篭り、卒業生が残したポルノ雑誌を傍らに黒革の手帖を広げている。ラザラス神父と接する際には、時として不良学生とは思えぬ成熟した大人の対応をこなす姿を見せる。”赤蛇の土”のメンバーであり、結社における洗礼名は「ベリアル」。
学年 - 6年生 / 身長 - 6フィート2インチ（187cm）/ 出身地 - イングランド北部ヨークシャー
誕生日 - 12月19日 / 好きな食べ物 - おいしいものならなんでも / 嫌いな食べ物 - エスカルゴ、イカ、タコ
特技 - マジック、催眠術 / 趣味 - 夜遊び、カードゲーム / 座右の銘 - 「謹厳実直」
レオニード・オーウェン（Leonid Owen）
声 - 氷河流
全校生を統括する総監督生。長い銀髪に切れ長のアイスブルーの瞳をした彫像さながらの美貌の持ち主。威厳に満ちて、人を容易く寄せ付けない雰囲気を纏っている。成績優秀で常に首席を独走し、更にはスポーツ万能でボート部の主将を務める。かつて所属した聖歌隊では、最も美しい声の持ち主と称された。休日には街の教会で説教を任されることもある。その優秀さから将来は大主教になるのではないかと言われている。オールマイティな「鉄壁の総監督生」として周囲を圧倒する一方で、プライベートにおいては生活能力が著しく欠如しているなど、隙が多く非常に危なっかしい意外な一面をもつ。ロシアから亡命した没落貴族の血を引き、過去の経験から裏切りを忌み嫌う。プライドが非常に高い。
学年 - 6年生 / 身長 - 5フィート12インチ(182cm) / 出身地 - イングランド北部シェフィールド
誕生日 - 9月4日 / 好きな食べ物 - 紅茶(疲れているときは蜂蜜入り) / 嫌いな食べ物 - 酒
特技 - 歌 / 趣味 - チェス、読書 / 座右の銘 - 「幸せは去ったあとに光を放つ」
アベル・ステイプルトン（Abel Stapleton）
声 - 夕凪孝
礼拝を手伝う侍者の役を務める。小柄で華奢な、まだ幼さの残るジュニア生。柔らかな黒髪に青い瞳をした、とても愛らしい美少年で学校のアイドル的存在。特に上級生からは絶大な人気を誇り、その存在を巡る派閥が互いに牽制し合うほどである。下級生らの憧れであるお茶会によく誘われる。従順で大人しい生徒として学校生活を送る一方で、”赤蛇の土”のメンバーであり、黒ミサの場では残酷で歪んだ一面を露わにする。良家の子息であるが、幼少より実の両親から性的虐待を含む過酷な折檻を受けるなど劣悪な環境で育った。生き伸びるため全寮制の聖ヨハネ神学校への推薦を自力で獲て入学した。入学後初めて迎えた帰省日のある出来事をきっかけに、結社リーダーのルシフェルに心服する。結社における洗礼名は「アスタロト」。
学年 - 2年生 / 身長 - 5フィート1インチ（156cm）
誕生日 - 11月2日 / 好きな食べ物 - チョコレートファッジ / 嫌いな食べ物 - 苦い飲み薬
特技 - 紅茶をいれること / 趣味 - 特になし / 座右の銘 - 「一生懸命」
ジャック・ホッブス（Jack Hobbs）
声 - 華房宰
マイケルのルームメイト。癖のある赤毛にそばかす顔の容姿。自尊心が強く、敢えて斜めに構えた言動を取るところがある。よく同室者のセシルやベンジャミンに意地悪をしては面白がっている。ひねくれ者であるが、虚勢で悪ぶっている節があり、根はさほど悪い人間ではないらしく、小心な一面もある。兄は前代の総監督生であり、世間体を重視する父親からの重圧に反感を抱く一方で、同時に承認願望も強く抱く。動物が好きであり、最も好きな動物は牛。親の意向に反して将来は牧場で働きたいという夢を持つ。ベンジャミンを子分のように扱うが、なんだかんだと仲が良い。”赤蛇の土”のメンバーで、結社における洗礼名は「エリゴール」。
学年 - 4年生 / 身長 - 5フィート6 1/2インチ（169cm）
好きな食べ物 - ターキッシュディライト（トルコ求肥）/ 嫌いな食べ物 - 人参
特技 - 動物の世話 / 趣味 - クリケット / 座右の銘 - そんなのねえよ
ジョシュア・クリフォード（Joshua Clifford）
声 - 蒼葉優
マイケルのルームメイト。常に冷静で大人しい少年。現実主義ゆえにニヒルで打算的な面をもつ。スラム街の貧しく弟妹が多い家庭に生まれ育ち、貧苦と取り巻く環境に辟易し、推薦と奨学金を得て聖ヨハネ神学校へ入学した。読書が好きなインドア派で、「現実を忘れて没頭できる」とオカルトや化学の本を好んで読む。スポーツはあまり得意ではなく、フットボールでは審判をやりたがる。表向き親友のロバートとは、秘密の恋仲
学年 - 4年生 / 身長 - 5フィート6 1/2インチ（169cm）
好きな食べ物 - パンケーキ / 嫌いな食べ物 - 無い
特技 - 料理 / 趣味 - オカルト / 座右の銘 - 「偏見は無知の子供」
ロバート・キャラハン（Robert Carahan）
声 - 河村眞人
マイケルのルームメイト。正義感が強く、直情的でポジティブなスポーツマン。勉強も得意な優等生でジュニア生時代の三年間、学年監督生を務めていた。裕福な家庭の生まれで、子爵家の縁戚を持つ。表向き親友のジョシュアとは恋愛関係にある。マイケルとも仲が良く、よく一緒にフットボールに興じる。
学年 - 4年生 / 身長 - 5フィート9 1/4インチ（176cm）
好きな食べ物 - ローストビーフ / 嫌いな食べ物 - 豚肉の脂身
特技 - スポーツ / 趣味 - フットボール / 座右の銘 - 「別れがあるから出会いがある」
ベンジャミン・アディントン（Benjamin Addington）
声 - 三軒長介
マイケルのルームメイト。慌てんぼうのふとっちょ。噂好きで、好奇心に任せて話に立ち入ったり、不注意で余計な口を滑らせることがしばしばあるが、本人に悪気はない。間が抜けており、意地悪なジャックの格好の標的になっているが、なんだかんだと仲は良い。
学年 - 4年生 / 身長 - 5フィート4 1/2インチ(164cm)
好きな食べ物 - ボンボン / 嫌いな食べ物 - 苦い物
特技 - 数学が得意 / 趣味 - 噂話 / 座右の銘 - え、ええっとええっと……（思いつかないようだ）
デニス・ウィスラー（Dennis Whistler）
声 - 加糖君
最上級生。成績優秀な秀才であるが、唯一レオニードには勝てず「万年二位」の不名誉なあだ名を持つ。大柄な太めの体格でいつも猫背がちに俯いている。胸中では、厳格な父親や自身を嗤う周囲から認められたいという願望を抱く。”赤蛇の土”のメンバーであり、結社における洗礼名は「フルカス」。

### 学校関係者
オーガスト・マクラウド（August Macleod）
声 - 青島刃
ラテン語を担当する、陽気でフレンドリーな神父。軽口を叩いたり、冗談を言ってはよくみんなを笑わせている。規律に厳格な教師が多い中、多少の規律破りも大目に見てくれる、生徒達にとっては貴重な存在。気さくで飄々とした表向きの顔で親しまれる一方で、狡猾で邪知深い人格を裏に有する二面性がある。従軍での凄惨な体験を経て、人間と救いなき自身の境遇に絶望すると共に、自身に潜在する原罪（悪の種子）に気付き、人を虐げる快楽に目覚めて欺瞞と殺しを繰り返す。戯れに罪を重ねる中で、幼少期のマイケルとの間に交わした約束が果たされる事を待ち望んでいる。事件後、神を呪うマイケルの心情にも理解を示して見せ、折々に声をかけ労っている。ラザラス神父と親しく、一緒にいることが多い。人の声真似が非常に得意である。
職業 - 神父、教師 / 身長 - 5フィート11インチ(180cm) / 出身地 - イングランド南部ソールズベリー
誕生日 - 6月6日 / 好きな食べ物 - コテージパイ、クランブル・ビール / 嫌いな食べ物 - ハギス
特技 - 地獄耳 / 趣味 - 動物の面倒を見ること / 座右の銘 - 「清い人には全てが清い」
ネヴィル・C・コール（Neville C Kohl）
声 - 縞馬男爵
聖ヨハネ神学校の校長。大変な秀才で若くして校長に抜擢された。非常に厳格であり、生徒のどんな些細な規律違反も見逃さない。違反者を目ざとく見つけては、容赦なく尻叩きや鞭打ち、反省室（独房）入りの罰を与える。そのため生徒にとっては恐怖の対象となっている。特に生徒の貞操に関して異様なまでに厳しく、禁欲と純潔主義の喚起に日々忙しない。純潔教育についての論文で博士号を持っているほどの秀才。
誕生日 - 9月10日  / 身長 - 5フィート9インチ(175cm)
好きな食べ物 - 肉 / 嫌いな食べ物 - えり好みは悪徳（実はセロリが嫌い）
特技 - よそ見をしている学生を見つけること / 趣味 - 切手蒐集 / 座右の銘 - 「肉体的快楽は永続きしない」
ラザラス・ヘイグ（Razarus Hague）
声 - 青宿住人
司牧神学を担当する最古参の神父で、既に老境に入っている。非常に穏和で慈愛に満ちた聖職者の鑑と言うべき人格者。ダニエルやエイハブの学生時代を知る人物であり、若かりし頃は厳格な教育者として恐れられていた。オーガスト神父と親しく、よく連れ立って歩いている。どんな話にも耳を傾け、生徒に対し真摯に接する姿勢から信頼は非常に篤い。
職業 - 神父、教師 / 身長 - 5フィート7インチ(170cm)
誕生日 - 2月3日 / 好きな食べ物 - スコーン / 嫌いな食べ物 - ニシンの薫製
特技 - 歌唱（学生時代は聖歌隊だった） / 趣味 - 写真の整理 / 座右の銘 - 「信じない者ではなく信じる者になりなさい」
クレイグ・マコーリー（Craig Macaulay）
声 - 神威古潭
妻のアンと共に住み込みで働く用務員。寡黙で実直な大男で、夫婦で校舎の端の住居で暮らしている。無骨で取っ付きにくいが、心根は温かく大変親切な人物。過去に、聖ヨハネ神学校の生徒であった息子を亡くしており、その死に関わる扱いで校長に恩義がある。
職業 - 学校職員 / 身長 - 6フィート1 1/2インチ(187cm)
好きな食べ物 - アン（妻）の手作りシチュー / 嫌いな食べ物 - 配給の乾燥卵
特技 - 手先が器用で大概のものは自作してしまう / 趣味 - 家具作り / 座右の銘 - 「曇った朝は晴れた夕方になる」
アン・マコーリー（Anne Macaulay）
聖ヨハネ神学校の厨房を管理する職員で、クレイグ・マコーリーの妻。肝っ玉の据わった生徒たちの母のような存在で、ミセス・マコーリーの呼び名で親しまれている。戦後食糧難の中、苦労して食材を調達しては生徒たちの食事を作っている。

### その他
ガブリエル・レヴィ（Gabriel Levi）
声 - 東城直樹
通称「ガビィ」。名前の由来はマイケルと同様、天使のガブリエルから。容姿は鏡像のようにマイケルと瓜二つ。外見以外はマイケルとは対照的に、悪戯好きの楽天家。人見知りの恥かしがり屋であり、集中力散漫ですぐにどこかへ行ってしまう。神を捨てたマイケルと異なり、事件以後も信仰を捨てることなく神を信じ続けた。事件後、塞ぎ込むマイケルを励まし、唯一残った家族としてその支えとなる。
学年 - 4年生 / 身長 - 5フィート7インチ(172cm) / 出身地 - イングランド南部ロンドン近郊
誕生日 - 9月29日 / 好きな食べ物 - リコリス / 嫌いな食べ物 - 苦いだけの物、ミントキャンディー、ポリッジ(オートミール)、人参
特技 - おかしなあだ名をつけること / 趣味 - 釣り / 座右の銘 - 「汝の隣人を愛せよ」
エイハブ・チャップマン（Ahab Chapman）
声 - 加糖君
マイケルの後見人。ふくよかで愛嬌のある大らかな牧師。聖ヨハネ神学校の出身で、ダニエルとは友人でありかつての同級生。ダニエルとは対照的に裕福な家庭の育ちであるが、学生時代から気の合う友人同士であった。特技は編み物で、自ら編んだセーターなどをよくマイケルに贈るものの、その突飛な色彩センスは不評である。
ダニエル・レヴィ（Daniel Levi）
声 - 京都鉄
マイケルの父親。物静かで真面目な、敬虔な牧師。聖ヨハネ神学校の出身で、エイハブとは同級生で友人。ひとり物思いに耽る事が度々あり、その様子を妻のカレンからは「憂鬱な哲学者」と例えられた。幼少時に両親を亡くし、孤児院と貧民院を転々とする環境で育った。奨学金を得て神学校へ通い、当時は貧困から脱するために牧師を目指した。かつては”赤蛇の土”のメンバーで、結社における洗礼名は「ベルゼブブ」。聖誕祭の夜に妻カレン、娘ミニーと共に謎の死を遂げる。
フィリップ・モラン（Philip Morin）
声 - 縞馬男爵
聖ヨハネ神学校の卒業者で、ダニエルとエイハブの同級生。職業は翻訳家。派手なファッションセンスで、盛大に振る舞う気障な男。自己評価の高い自信家で自尊心が強い。エイハブ曰く、自分勝手で信用のならない男であり、「ブタ鼻のモラン」と称された。学生時代はダニエルと共に”赤蛇の土”のメンバーであった。静養として神学校に一時滞在した際には世話係を務めたマイケルに赤蛇の土での体験を話して聞かせたが、その後、突如として慌てるように学校を去って行った。
クリス・マコーリー（Chris Macaulay）
マコーリー夫妻の息子で、かつて聖ヨハネ神学校の生徒であった。麦わら色の髪をした可愛らしい顔立ちの小柄な少年。20年以上前の冬の日に、ボート小屋傍の湖に身を投げ自殺した。死の直前には酷く沈み込んだ様子であったという。自殺は大罪であり、その死に祈りを捧げることを禁じられる事から、校長の便宜により「事故死」と処理された。それと同時に自殺の真相も闇に葬り去られる事となった。

## スタッフ
- シナリオ - 草香祭
- 原画 - なつみ開
- イメージ画 - 大石竜子
- 音楽 - 細井聡司 / ヤヅチスエタ

## 挿入歌
- 主題歌：『Noli me tangere』
  - 歌:Lyriss
  - 作曲:細井聡司
  - 作詞:細井聡司

- エンディング：『We Are One』
  - 歌:細井聡司
  - 作編曲:細井聡司
  - 作詞:marinka

## 関連商品

### ゲームソフト
- 『神学校-Noli me tangere-』 （2011年3月30日発売）
- 『神学番長』（過去のエイプリルフール企画をバージョンアップしたもの/2011年5月3日発売）
- 『神学校 The Gift』 （ファンディスク/2012年2月10日発売）

### 書籍
- コミカライズ 『神学校-Noli me tangere-』 上下巻/ダリアコミックス （2013年3月22日発売）

### 音楽
- サウンドトラック 『神学校-Noli me tangere-』 （2011年10月21日発売）

### 電子書籍
- コミカライズ 『神学校-Noli me tangere-』 全8話/ダリアコミックスe （2012年02月07日-連載）